# Guy Dumur
Pour les articles homonymes, voir Dumur.
Guy Dumur (Bordeaux, 17 novembre 1921 - Deià, Majorque, 29 juillet 1991) est un écrivain, critique littéraire et critique dramatique français.

## Biographie
Né à Bordeaux le 17 novembre 1921, Guy Dumur est passionné dès son enfance par le théâtre. Il commence sur les planches mais, dès la Libération, préfère le métier de critique dramatique. C'est ainsi qu’il est embauché à Combat en 1946.
Ses romans comme Les Petites Filles modèles (1952) ou Le Matin de leurs jours (1954) sont donc à minorer dans une carrière avant tout vouée au mouvement dramatique. Il suit avec enthousiasme les débuts du festival d'Avignon, soutenant avec ferveur l'action de son fondateur Jean Vilar. En 1953, il participe à la fondation de la revue Théâtre Populaire avec Bernard Dort, Roland Barthes, Jean Duvignaud et Morvan Lebesque. L’année suivante, il est aussi intéressé par le lancement d’une nouvelle revue (Valeurs) avec des personnes comme Albert Camus et Jean Daniel mais le projet ne verra pas le jour. Il publie alors son premier roman, Le matin de leurs jours (Gallimard, 1954), avant de s’imposer comme le spécialiste du dramaturge Luigi Pirandello (L'Arche, 1955). 

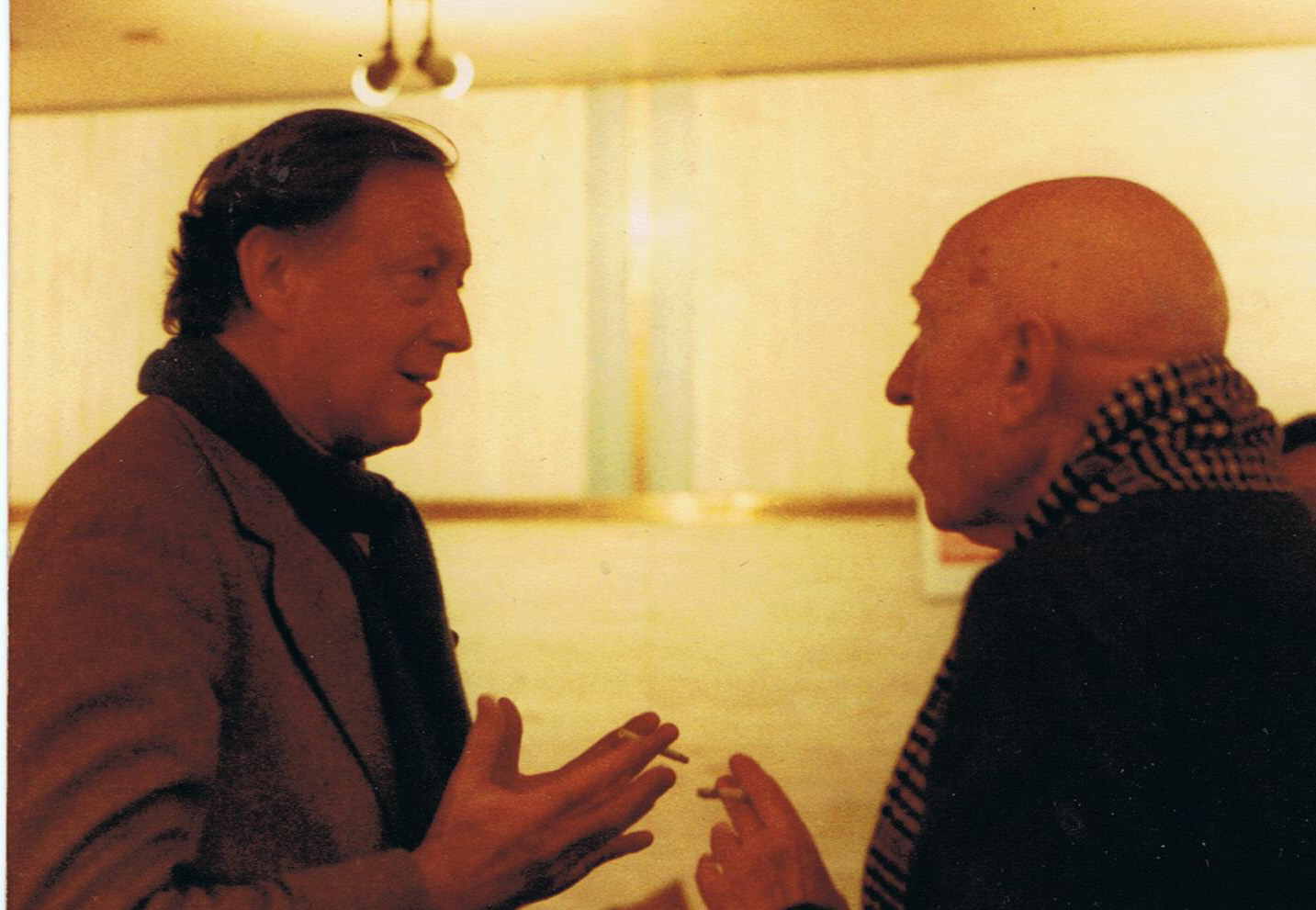
Guy Dumur et Léon Gischia à Venise en 1985.

En 1957, il amorce sa collaboration à France Observateur où travaille son ami Bernard Dort. Il s’impose alors comme un pilier de son service littéraire, si marqué par le refus de la moindre compromission avec ce qui ne relève pas du domaine intellectuel ou « intellectualisant », avec ce qui ne relève pas de l’essayisme, de la nouveauté, de l’avant-garde, de l’art pour l’art – par opposition à la conception idéologique de l’utilité ou de la fonctionnalité de la culture. Attaché à la ligne politique du journal, il s’adresse dans ses pages littéraires « à un public restreint, averti, critique, conjointement avide de classicisme et de nouveau théâtre, attaché à ce que la création théâtrale représente, sur le plan politique et/ou esthétique, une forme de non-alignement qui ne soit ni exaltation “mystique” (l’art socialiste réaliste), ni pur “objet de consommation”». 
Couvrant l’actualité théâtrale, de Jouvet et Dullin à Planchon et Bob Wilson, il considère Marcel Maréchal, Roger Planchon et Patrice Chéreau comme « la tête de file des metteurs en scène d'une génération nouvelle, capable de vraiment renouveler notre vision et notre compréhension des classiques». Son “anticonformisme de gauche” se retrouve aussi dans son admiration pour l’antidogmatisme d’un Brecht dont la théâtralité au service du politique et l’enracinement dans la contemporanéité sociale répondent à son désir de popularisation du théâtre politique. De même, il exprime un vif intérêt pour les hérauts de l’expérience radicale que peuvent être Beckett, Ionesco, Schehadé ou Adamov. Il assume alors le caractère profondément subjectif de la critique, considérant que  « Notre goût précède et domine toujours nos façons de penser et d'agir ».
En 1964, il passe de France Obs au Nouvel Observateur sans perdre la direction de la rubrique littéraire. Mais il doit admettre dans son service l’omniprésence de Jean Daniel, ce dernier gardant la haute main sur tout ce qui concerne la critique littéraire, un peu moins sur celle dramatique ou cinématographique.
En 1965, la direction de l'Histoire du Spectacle qu’il assure pour l'Encyclopédie de la Pléiade consacre son autorité intellectuelle en matière théâtrale. Parallèlement à l’écriture, il lui arrive de mettre en scène des pièces, notamment issues d’un théâtre anglais dont il apprécie la rigueur des acteurs et des auteurs. Il adapte ainsi des pièces britanniques comme la comédie de William Congreve, Amour par amour, ou des œuvres de Tom Stoppard comme Parodies (1978) ou Night and day (1980), ainsi que Virginia, de Edna O'Brien, d’après Virginia Woolf que mettra en scène Simone Benmussa avec Catherine Sellers dans le rôle-titre. De même, il assume une passion pour la peinture, comme l’illustre ses ouvrages sur Delacroix, romantique français (Mercure de France, 1973), Nicolas de Staël (Flammarion, 1975), qui fut, par ailleurs, son ami ou, encore, sur Delacroix et le Maroc (Herscher, 1988).
Au journal, il se fait assister par Nicole Boulanger jusqu’à ce que l’arrivée de Jean-François Josselin (1969) le décharge d’une partie du travail. Mais c'est avec l’arrivée de  Pierre Ajame en juin 1978 qu’il perd la direction effective du service littéraire. 
« Homme de grande culture », « d'une extrême distinction d'esprit », et au talent d’écrivain indéniable, il intervient régulièrement au micro de l'émission de France Inter Le Masque et la Plume et préside le Syndicat national de la critique dramatique et musicale de 1985 à 1989.
Il meurt noyé le 29 juillet 1991.

## Distinctions
- Prix du Syndicat de la critique 2002 : Prix du meilleur livre sur le théâtre pour L'Expression théâtrale (1944-1991)